# 11510 Borges
För andra betydelser, se Borges (olika betydelser).
11510 Borges eller 1990 VV8 är en asteroid i huvudbältet som upptäcktes den 11 november 1990 av den belgiske astronomen Eric W. Elst vid La Silla-observatoriet. Den är uppkallad efter den argentinske författaren Jorge Luis Borges.
Den tillhör asteroidgruppen Brasilia.